# Malleola pallida
Malleola pallida är en orkidéart som först beskrevs av Rudolf Schlechter, och fick sitt nu gällande namn av Rudolf Schlechter. Malleola pallida ingår i släktet Malleola och familjen orkidéer. Inga underarter finns listade i Catalogue of Life.